# آناكارسيس

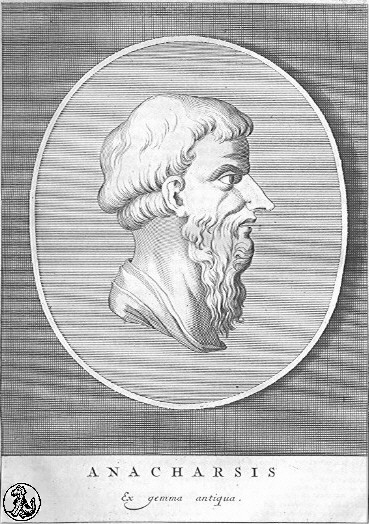
صورة من القرن الثامن عشر، تستند إلى جوهرة محفورة قديمة.

آناكارسيس (/ˌænəˈkɑːrsɪs/، (بالإغريقية: Ἀνάχαρσις)‏ كان فيلسوفًا سكيثيًا سافر من وطنه على الشواطئ الشمالية للبحر الأسود إلى أثينا في أوائل القرن السادس قبل الميلاد وكان له انطباع كبير بأنه «بربري» صريح وواضح. وبسبب سمعته الطيبة من الكلبيين، لم تنج أي من أعماله.

## الحياة
كان آناكارسيس ابن غنوروس، وهو زعيم سكيثي، نصف يوناني ومن ثقافة هيلينية مختلطة على ما يبدو في منطقة البوسفور السيميري. لقد غادر بلده الأصلي للسفر سعيًا وراء المعرفة، وجاء إلى أثينا حوالي 589 قبل الميلاد، في وقت كان سولون مشغولًا بتدابيره التشريعية.
وفقًا للقصة التي رواها هيرمبوس، فقد وصل آناكارسيس إلى منزل سولون وقال: «لقد سافرت لهنا من بعيد لأجعلك صديقي». أجاب سولون: «من الأفضل تكوين صداقات في المنزل». أجاب السكيثي: «من الضروري لك أن تكون في المنزل لتكوين صداقات معي» فضحك سولون وقبله كصديق له.
زرع آناكارسيس موهبة الدخيل في رؤية اللامنطق في الأشياء المألوفة. على سبيل المثال، لاحظ بلوتارخ أنه «عبر عن دهشته من حقيقة أن الحكماء في اليونان يتحدثون وأن الحمقى يقررون». كان حديثه مملًا وصريحًا، وأخذ معه سولون والأثينيين حكيمًا وفيلسوفًا. لقد أصبح خطابه الخالي والحر يعرف بين الأثينيين باسم «الخطاب السكيثي».
كان آناكارسيس أول أجنبي (metic) حصل على امتيازات الجنسية الأثينية. لقد تم تقديره من قبل بعض المؤلفين القدامى كواحد من حكماء الإغريق السبعة، ويقال إنه بدأ في أسرار للإلهة العظيمة، وهو امتياز مُحرم على أولئك الذين لا يتحدثون اللغة الإغريقية بطلاقة.
وفقًا لهيرودوت، فقد قُتل آناكارسيس على يد شقيقه عندما عاد إلى السكيثيين، بسبب طرقه اليونانية وخاصةً بسبب المحاولة القاسية للتضحية للأم الإلهة كوبيلي، التي كانت عبادتها غير مرحب بها بين السكيثيين.

## الأفكار

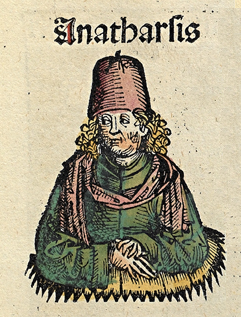
آناكارسيس، كما هو موضح في العصور الوسطى في نورنبيرغ كرونيكل

لم ينج أي من الأعمال المنسوبة إليه في العصور القديمة حتى إذا كان قد كتبها بالفعل. قيل إنه كتب كتابًا يقارن قوانين السكيثيين بقوانين الإغريق، فضلًا عن العمل في فن الحرب. كل ما تبقى من فكره هو ما ينسبه إليه التقليد فيما بعد. لقد اشتهر ببساطة طريقة عيشه وملاحظاته الحادة على مؤسسات وعادات الإغريق، وحثه على الاعتدال في كل شيء، قائلًا إن الكرمة تحمل ثلاث مجموعات من العنب: الخمر الأولى، السرور؛ والثانية، السَّكر. والثالثة، الاشمئزاز. لذلك أصبح نوعًا من الشعار للأثينيين الذين سجلوا على تماثيله: «اكبح ألسنتك، شهيتك، شغفك».

هناك عشر رسائل موجودة منسوبة إليه، واحدة منها نقلت عنها شيشرون: 
 تحيات من آناكارسيس إلى هانو: ملابسي عباءة سكيثية، حذائي هو باطن قدمي القاسية، سريري هو الأرض، طعامي محدق بالجوع فقط - وأنا لا آكل سوى اللبن والجبن واللحوم. تعال وَزُرني، وسوف تجدني في سلام. تريد أن تعطيني شيئًا. لكن أعطه لزملائك المواطنين بدلًا من ذلك، أو دع الآلهة الخالدة تمتلكها. 
 كل الرسائل زائفة. يعود تاريخ الرسائل التسع الأولى إلى القرن الثالث قبل الميلاد، وعادةً ما يتم تضمينها في رسائل الساينيك، وقد عكست كيف كان فلاسفة ساينيك ينظرون إليه على أنه يسبق العديد من أفكارهم؛ نقلت الرسالة العاشرة عن ديوجانس اللايرتي، وهي موجهة إلى كرويسوس، ملك ليديا الغني بالمثل، كما أنها مزيفة: 
 آناكارسيس إلى كرويسوس: يا ملك الليديين، لقد جئت إلى بلد الإغريق، للتعرف على عاداتهم ومؤسساتهم؛ ولكني لستُ بحاجة إلى الذهب، وسأكون راضيًا تمامًا إذا عدتُ إلى سكيثيا رجلاً أفضل مما كنتُ عليه حين تركتها. ومع ذلك، سأحضر إلى سارديس، كما أعتقد أنه من المرغوب فيه للغاية أن أصبح صديقًا لك. 
 لقد جعله سترابو من مخترع المرساة (ربما أسطورة) ذات القنبلتين، وجعله آخرون مخترع عجلة الفخاري.
بعد أن علم أن سولون كان يعمل لوضع مدونة لقوانين الأثينيين، وصف آناكارسيس مهنته قائلًا:
«القوانين عبارة عن شبكات عنكبوتية، تصطاد الذباب الصغير، لكنها لا تستطيع أن تمسك بالكبير».
«أطلع سولون آناكارسيس على بعض القوانين التي كان يصوغها للأثينيين. ضحك أناشارس على سولون لتخيله أن خيانة الأمانة وجشع الأثينيين يمكن كبحها بواسطة قوانين مكتوبة. لقد اعتبر آناكارسيس هذه القوانين تشبه العنكبوت: فهي تصطاد الضعيف والفقير، ولكن يمكن للثري أن يمر من خلالها».

## إحياء القرن الثامن عشر

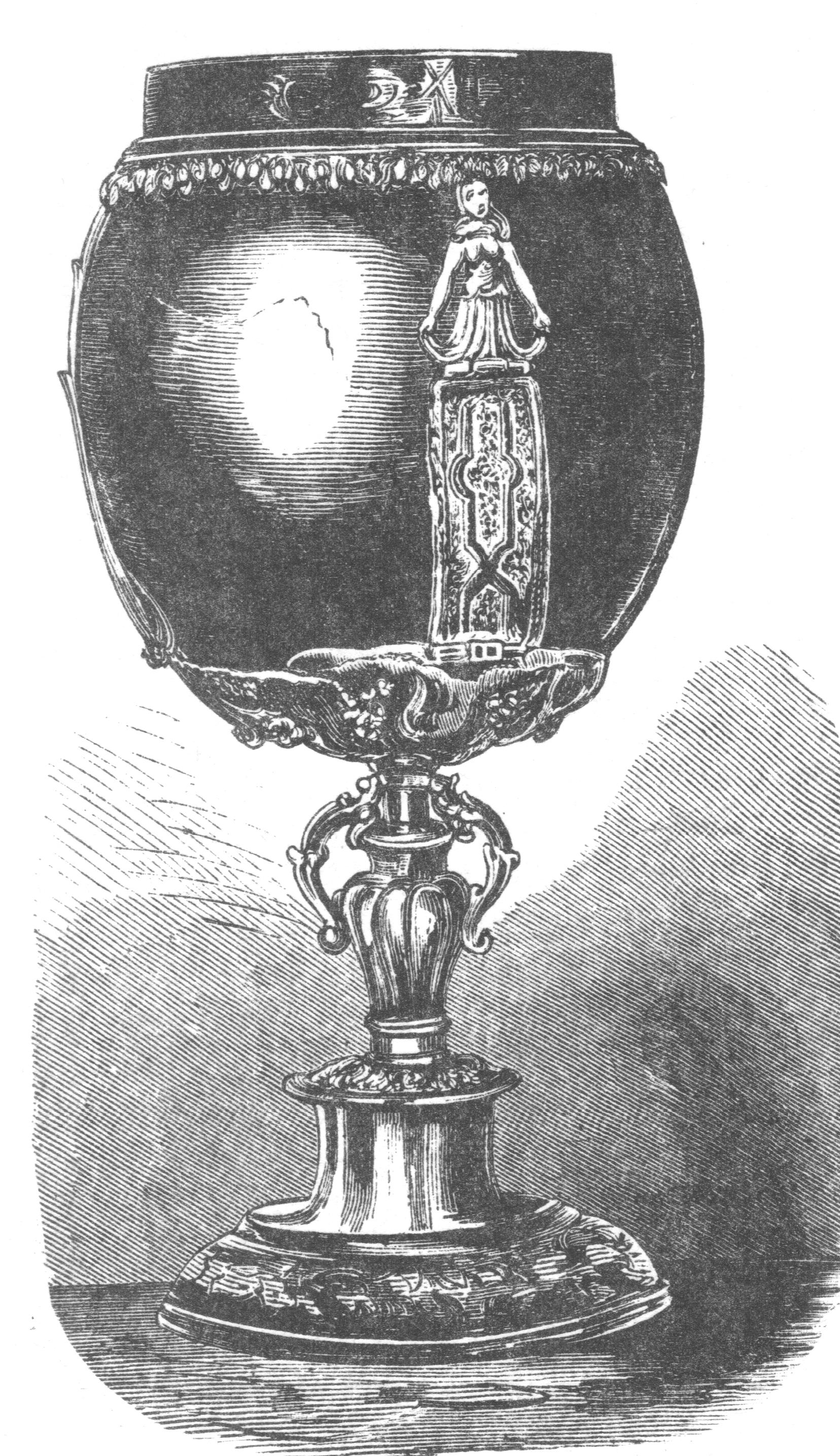
كأس التضحية المنسوبة إلى آناكارسيس

في عام 1788 جان جاك بارتليمي (1716-1795)، وهو باحث كلاسيكي ويسوعي، نشر أسفار آناكارسيس الأصغر في اليونان، حول شاب سكيثي ينحدر من آناكارسيس الأكبر. كان العمل المكون من 4 مجلدات عبارة عن سجل رحلات خيالي، وهي واحدة من أوائل الروايات التاريخية، والتي أطلق عليها كليبرر في أواخر القرن الثامن عشر «موسوعة العبادة الجديدة للعصور العتيقة». لقد أثرت على نمو الأعمال المحبة للإغريق في فرنسا في ذلك الوقت. مر الكتاب بالكثير من الإصدارات، وأعيد طبعه في الولايات المتحدة وترجم إلى اللغات الألمانية وغيرها. لقد ألهم في وقت لاحق التعاطف الأوروبي مع الكفاح اليوناني من أجل الاستقلال وصدرت له تكملات وتقليدات خلال القرن التاسع عشر.

## اقتباسات
- «كرمة تحمل ثلاثة عنب، الأولى السرور، والثانية السَّكر، والثالثة من التوبة» - ديوجانس اللايرتي، من آناكارسيس.[15]
- «قال أيضًا إنه تعجب من بين اليونانيين، أولئك الذين كانوا ماهرين في شيء ما يتنافسون معًا؛ لكن أولئك الذين ليس لديهم مثل هذه المهارة يتصرفون كقضاة في المسابقة». - ديوجانس اللايرتي، من آناكارسيس.[16]